# Time Warner Center
Het Time Warner Center is een gebouwencomplex met gemengd gebruik aan Columbus Circle in de borough Manhattan van New York. Het bouwwerk werd ontwikkeld door The Related Companies en Area Property partners, en ontworpen door de architecten David Childs en Mustafa Kemal Abadan van Skidmore, Owings & Merrill.
Het Time Warner Center bestaat uit twee 230 meter hoge wolkenkrabbers verbonden aan de basis door een atrium van meerdere verdiepingen hoog waarin een shopping center met luxe winkels is gevestigd. Het complex bevat ook kantoor- en residentiële huurders. De bouw begon in november 2000, en op 27 februari 2003 werd er een ceremonie gehouden toen de hoogste verdieping werd gebouwd. Op 4 oktober 2003 werd het complex ingehuldigd. Het pand had in 2006 de hoogste marktwaarde in New York, namelijk 1,1 miljard dollar.
Oorspronkelijk gebouwd als het AOL Time Warner Center, omcirkelt het gebouw de westelijke kant van Columbus Circle liggend op de grens van Midtown Manhattan en de Upper West Side. De totale vloeroppervlak van 260.000 m² wordt bezet door kantoorruimte, met inbegrip van de kantoren van WarnerMedia (voorheen Time Warner) en een R&D Center voor VMware, residentiële appartementen en het Mandarin Oriental New York Hotel. De winkels in Columbus Circle zijn gevestigd in een luxe winkelcentrum gelegen in een gewelfde arcade aan de voet van het gebouw, met het driesterrenrestaurant Per Se op de vierde verdieping en een grote Whole Foods markt kruidenierswinkel op het lagere niveau. In het complex bevinden zich ook televisiestudio's van CNN waar op weekdagen dagelijks sinds 2003 Anderson Cooper 360° wordt opgenomen, de nieuwsshow gepresenteerd door Anderson Cooper. In de studio's worden sinds 2011 ook Erin Burnett: OutFront opgenomen gepresenteerd door Erin Burnett.
Deutsche Bank zal vanaf 2021 WarnerMedia als de ankerhuurder van de 100.000 m² kantoorruimte vervangen, op dat moment wordt de naam gewijzigd naar Deutsche Bank Center.

## Geschiedenis
Time Warner Center staat op de locatie waar tot 2000 het New York Coliseum, een congrescentrum aan de Columbus Circle was gevestigd. Dat congrescentrum werd daar ingetekend door stadsplanoloog Robert Moses. Het congrescentrum werd geopend in 1956 en gesloopt in 2000. Het was jarenlang het grootste en belangrijkste congrescentrum in de stad, tot in 1986 het Jacob K. Javits Convention Center en het Javits Center meer en meer de rol en conferenties en beurzen van het Coliseum begon over te nemen. In het Coliseum ging van 1956 tot 1987 ook de New York International Auto Show door, naast onder meer de International Flower Show, de International Home Expo, de New York Coliseum Antiques Show, de National Photographic Show en de Philatelic Exhibition.
Voor het New York Coliseum was het van 1903 tot 1954 de locatie van het Majestic Theatre, een groot theater dat doorheen de jaren enkele malen van naam wijzigde, in 1911 werd dit het Park Theatre, in 1925 het Cosmopolitan Theatre, enkele jaren later het International Theatre. In 1949 werd het gehuurd door NBC die er een televisiestudio van maakte, het NBC International Theatre. Deze werd in 1954 afgebroken.

## Hotel
Het Mandarin Oriental New York Hotel is een 5-sterrenhotel beheerd door de Mandarin Oriental Hotel Group. Het hotel werd in december 2003 geopend. Naast de 202 kamers en 46 suites biedt het hoteldiensten voor 64 residenties in het Time Warner Center. De gastenkamers bevinden zich op de verdiepingen 35 tot 54 van de noordelijke van de twee wolkenkrabbers, met uitzicht op Central Park en de rivier de Hudson. The Residences at Mandarin Oriental New York is een verzameling van 64 residenties gelegen direct boven het Hotel op de verdiepingen 64 tot 80. De individuele eenheden variëren van 93 m² tot appartementen die een volledige verdieping van 740 m² in beslag nemen. De full-service appartementen bieden volledige toegang tot de voorzieningen van het hotel en bieden diensten, waaronder de conciërge, huishouden, roomservice en het fitnesscentrum.

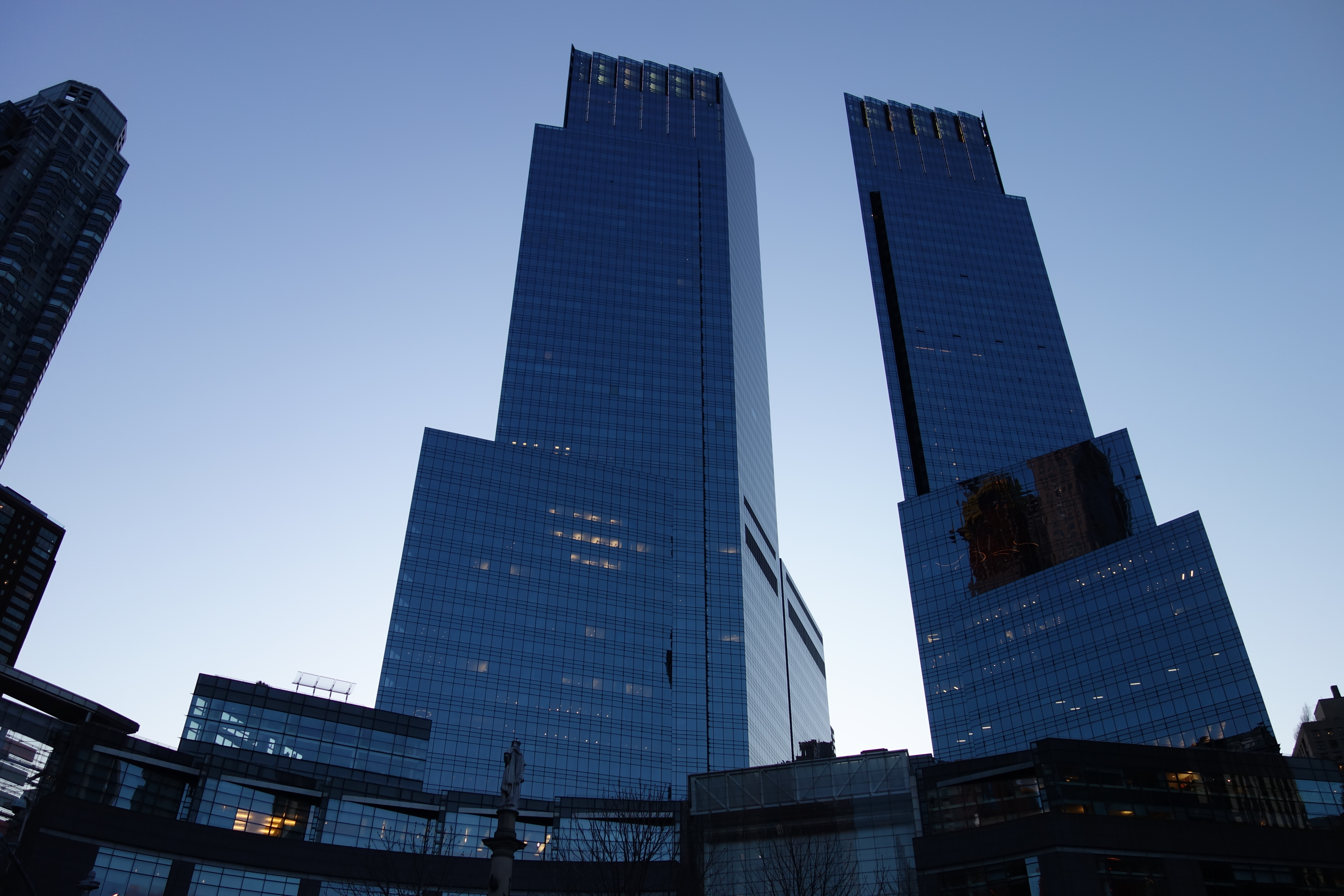
Time Warner Center bij zonsondergang
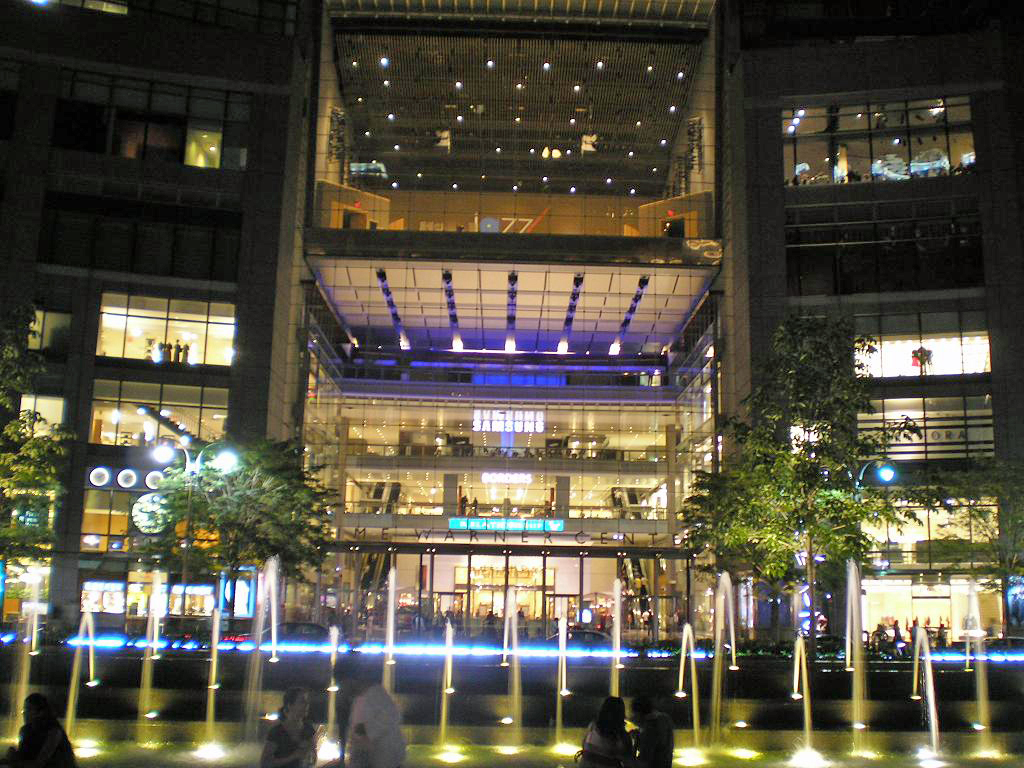
Time Warner Center gezien vanaf Columbus Circle
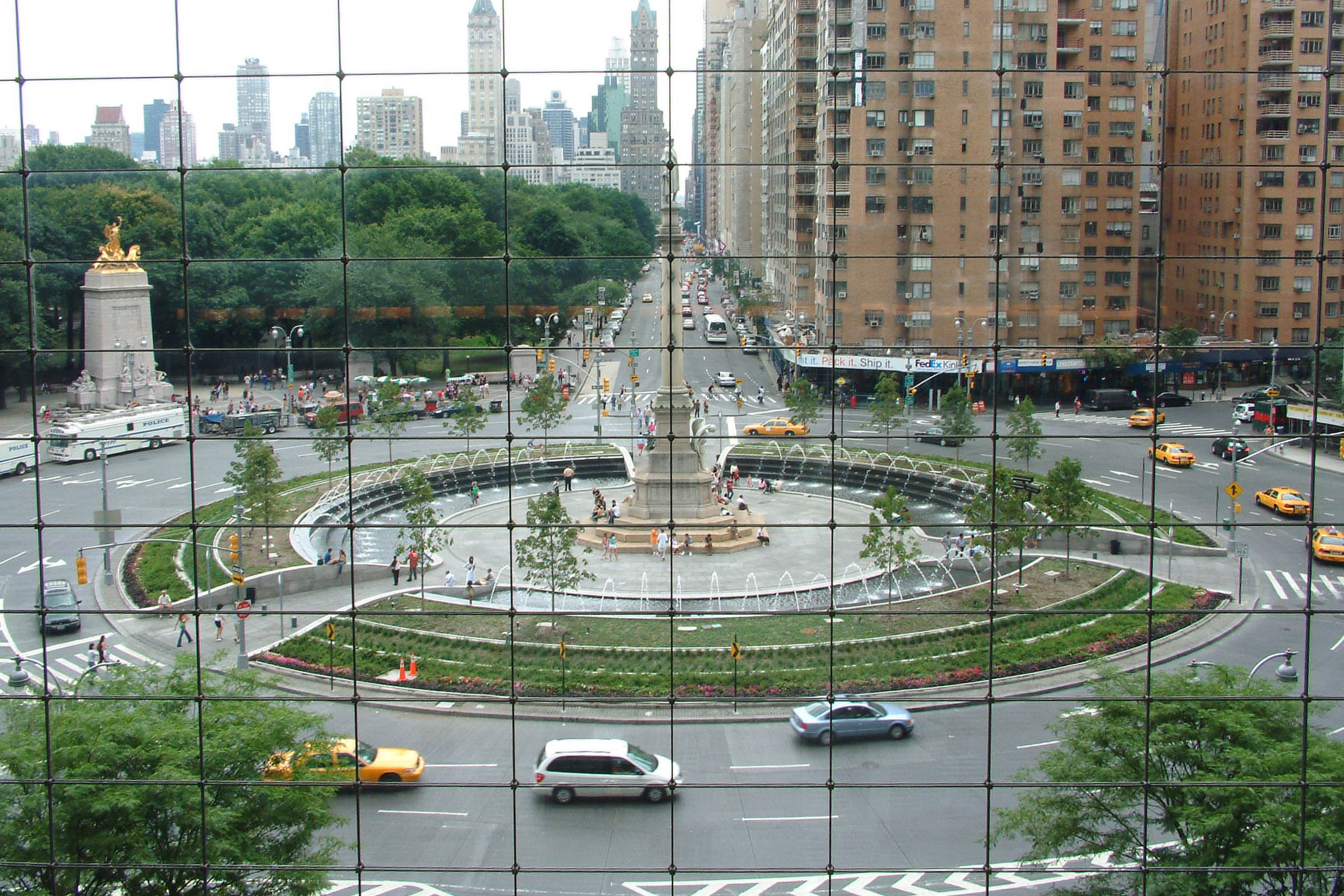
Zicht op Columbus Circle vanaf het atrium
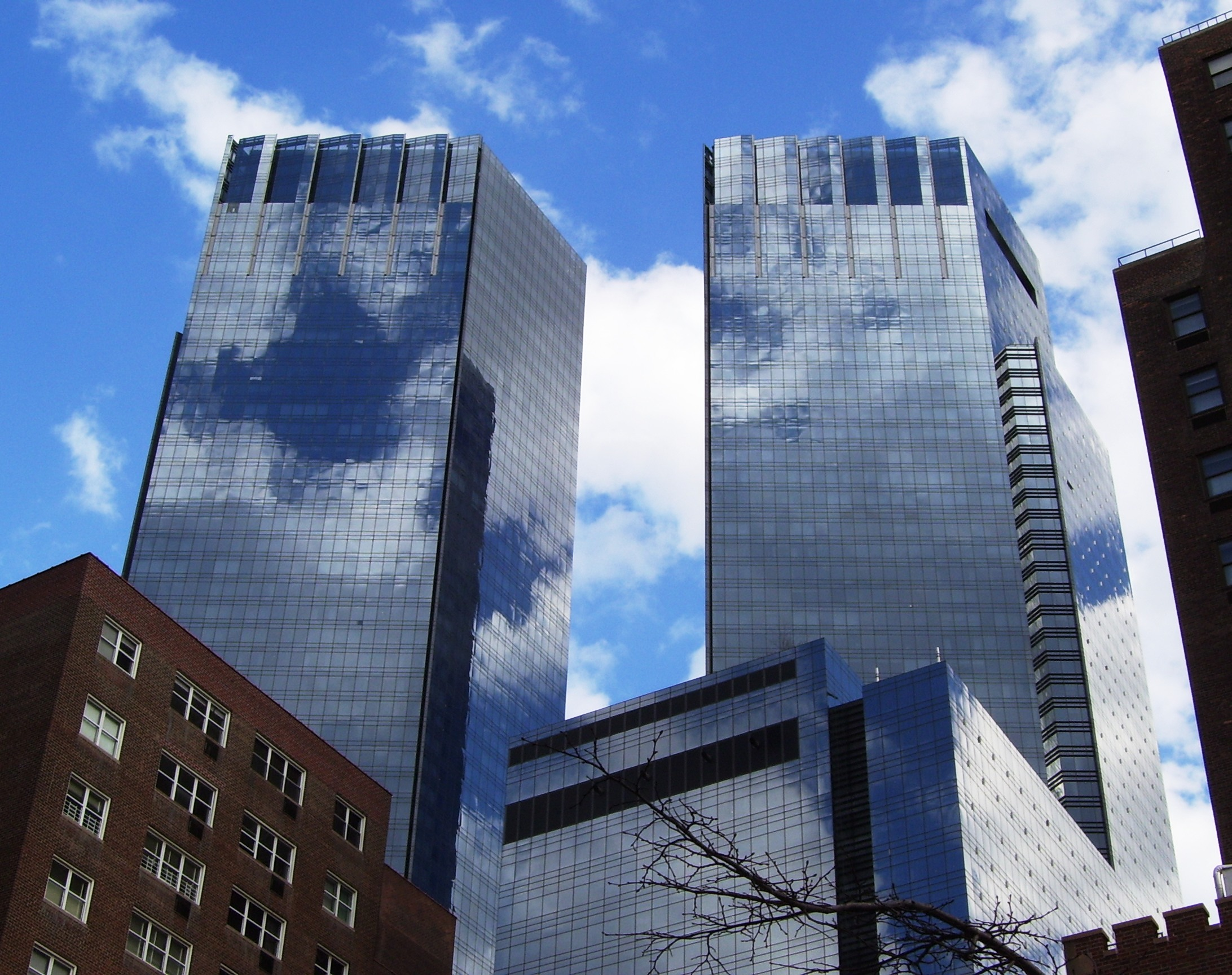
De torens van Time Warner Center gezien vanaf Tenth Avenue
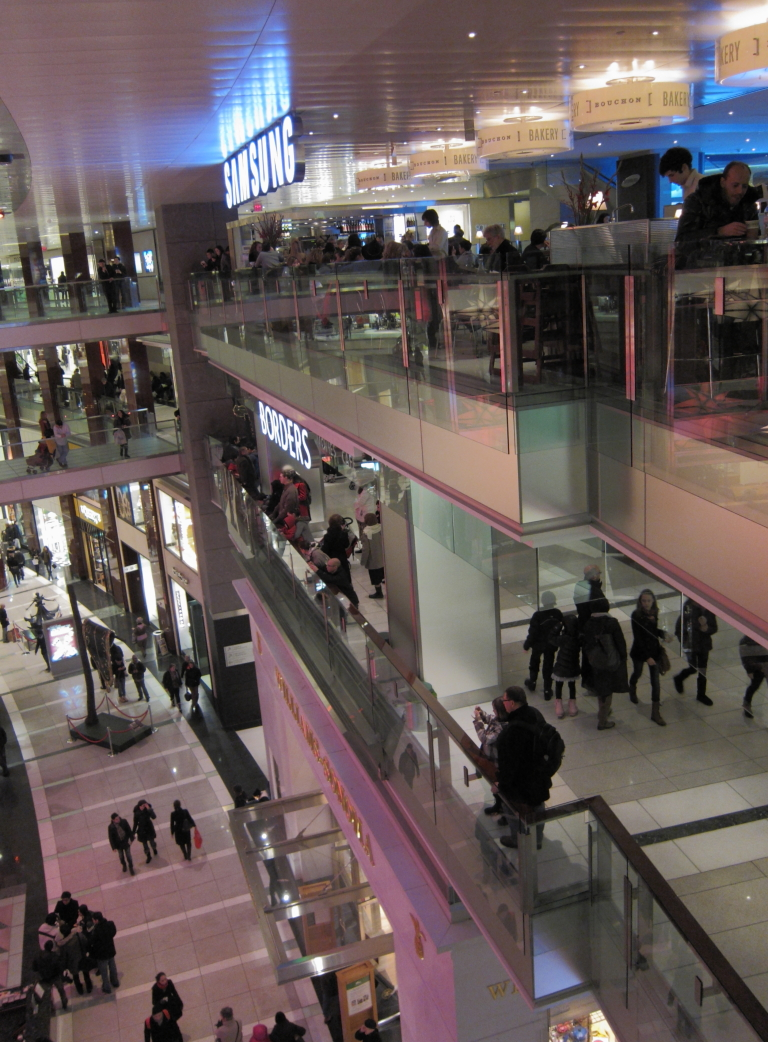
Lobby en winkels in Time Warner Center